# 西村康稔
西村康稔（日语：西村康稔、1962年10月15日—）是日本政治人物，現為自由民主党的眾議院議員（6期），曾任内閣官房副長官、外務大臣政務官、内閣府副大臣、眾議院内閣委員長等職務。
1985年，通商產業省入省（為資源能源廳石油部分配）。1998年，通商產業省環境地理位置局地理位置政策課調查官。1999年，退官。
他曾於2009年參加自由民主黨總裁選舉，但最終敗給谷垣禎一。
2017年，在第三次安倍第三次改造內閣担任內閣官房副長官。
2019年9月，在第四次安倍第二次改造內閣作為經濟再生擔當大臣首次參加內閣。
2023年12月，自民黨「安倍派」被指不當處理政治獻金；12月14日，西村康稔向首相岸田文雄請辭內閣職務。

## 荣誉

### 外国勋章奖章
- 何塞·格雷戈里奥·帕斯·索尔丹秘鲁外交功绩大十字勋章（秘鲁，2019年12月10日于东京颁发[8]）：西村时任日本秘鲁友好议员联盟会长。
- 二等阿曼民事勋章（阿曼，2021年11月12日于东京颁发[9][10]）：西村时任日本阿曼友好议员联盟会长、日本阿曼友好协会会长。